# Anil (Lied)
Anil ist der Titel eines Fox-Blues von Hugo Hirsch, zu dem Karl Alfredy den Gesangstext (Liedanfang: Anil Du hältst die Welt in Bann) verfasste. Er erschien 1923 im Musikverlag „Metropol“ Berlin-Charlottenburg, der vorwiegend Reklameschlager für allerlei Erzeugnisse vermarktete.

## Hintergrund
Das Lied wurde als Reklameschlager für das gleichnamige Produkt der Zigarettenfabrik Karmitri in Berlin verfasst und veröffentlicht.
Der “deutsche Sänger, Funker” Willy Weiss sang den Text von Alfredy, begleitet von der Original Cotton Band Berlin, um 1924 auf eine Werbeplatte der Karmitri-GmbH. mit der Nummer 7362. Die Aufnahme wurde von den Isi-Werken in Leipzig hergestellt.
Der Gesangstext setzt die Zigarette Anil poetisch mit einer liebenden („du glühst für mich“) Frau in eins:
- Kehrreim:

"Anil, du hältst die Welt in Bann,

in dich bin ich verliebt.

Wenn ich dich fühl,

bleib ich nicht kühl,

du glühst für mich,

ich glüh' für dich.

Anil, Anil, Anil........"

## Notenausgabe
Anil - Fox Blues. Text von Karl Alfredy. Musik von Hugo Hirsch. Musikverlag “Metropol” Berlin SW 11. [1926] ; 3 Seiten mit Musiknoten. Farblithogr. Umschlag.